# راسم العوادي
راسم حسين عبد الله العوادي ( - 1 نيسان 2023) سياسي عراقي
شغل منصب عضو في حزب البعث العربي الاشتراكي، لكنه أبعد عن الحزب عام 1979 بتهمة عدم ولائه للحزب والثورة، واتهم مع جماعة مؤامرة 1979 التي قام بها أعضاء في حزب البعث ضد صدام حسين ونظامه.
شغل منصب عضو في الجمعية الوطنية الانتقالية المؤقتة عامي 2004 و2005.
تعرض عام 2010 للاجتثاث والمنع من ممارسة السياسة لكن مجلس النواب العراقي صوت على رفع المنع عنه عام 2011.
ترشح راسم العوادي أكثر من مرة ضمن القوائم التي تجمعه بإياد علاوي فهو الناطث باسمه والناطق باسم القائمة العراقية.